# Mary DeMarle
Mary DeMarle est une scénariste de jeux vidéo américaine. En 2021, elle a remporté le Game Award de la meilleure narration pour Les Gardiens de la Galaxie.

## Ludographie
- 2001 : Myst III: Exile
- 2003 : Homeworld 2
- 2004 : Myst IV: Revelation
- 2011 : Deus Ex: Human Revolution
- 2016 : Deus Ex: Mankind Divided
- 2021 : Les Gardiens de la Galaxie